# 维金·帕尔姆
维金·帕尔姆（瑞典語：Viking Palm，1923年10月13日—2009年1月19日），瑞典男子摔跤运动员。他曾代表瑞典参加1952年、1956年和1960年夏季奥林匹克运动会摔跤比赛，其中1952年奥运会获得一枚金牌。